# Colombe (Isèra)
Colombe és un municipi francès situat al departament de la Isèra i a la regió d'Alvèrnia-Roine-Alps. L'any 2007 tenia 1.446 habitants.

## Demografia

### Població
El 2007 la població de fet de Colombe era de 1.446 persones. Hi havia 536 famílies de les quals 104 eren unipersonals (40 homes vivint sols i 64 dones vivint soles), 160 parelles sense fills, 224 parelles amb fills i 48 famílies monoparentals amb fills.
La població ha evolucionat segons el següent gràfic:
Habitants censats

### Habitatges
El 2007 hi havia 575 habitatges, 537 eren l'habitatge principal de la família, 19 eren segones residències i 19 estaven desocupats. 561 eren cases i 9 eren apartaments. Dels 537 habitatges principals, 484 estaven ocupats pels seus propietaris, 37 estaven llogats i ocupats pels llogaters i 16 estaven cedits a títol gratuït; 4 tenien una cambra, 7 en tenien dues, 34 en tenien tres, 126 en tenien quatre i 366 en tenien cinc o més. 460 habitatges disposaven pel capbaix d'una plaça de pàrquing. A 159 habitatges hi havia un automòbil i a 344 n'hi havia dos o més.

### Piràmide de població
La piràmide de població per edats i sexe el 2009 era:
| Homes | Edats   | Dones |
| ----- | ------- | ----- |
| 0     | 95 o +  | 0     |
| 0     | 90 a 94 | 0     |
| 4     | 85 a 89 | 4     |
| 8     | 80 a 84 | 8     |
| 8     | 75 a 79 | 32    |
| 12    | 70 a 74 | 28    |
| 36    | 65 a 69 | 24    |
| 24    | 60 a 64 | 28    |
| 40    | 55 a 59 | 32    |
| 24    | 50 a 54 | 44    |
| 60    | 45 a 49 | 60    |
| 80    | 40 a 44 | 68    |
| 52    | 35 a 39 | 68    |
| 52    | 30 a 34 | 60    |
| 32    | 25 a 29 | 20    |
| 44    | 20 a 24 | 28    |
| 73    | 15 a 19 | 56    |
| 76    | 10 a 14 | 72    |
| 68    | 5 a 9   | 52    |
| 40    | 0 a 4   | 20    |

## Economia
El 2007 la població en edat de treballar era de 985 persones, 724 eren actives i 261 eren inactives. De les 724 persones actives 691 estaven ocupades (389 homes i 302 dones) i 33 estaven aturades (15 homes i 18 dones). De les 261 persones inactives 91 estaven jubilades, 85 estaven estudiant i 85 estaven classificades com a «altres inactius».

### Ingressos
El 2009 a Colombe hi havia 544 unitats fiscals que integraven 1.473 persones, la mediana anual d'ingressos fiscals per persona era de 20.895 €.

### Activitats econòmiques
Dels 84 establiments que hi havia el 2007, 2 eren d'empreses extractives, 1 d'una empresa alimentària, 1 d'una empresa de fabricació de material elèctric, 2 d'empreses de fabricació d'elements pel transport, 8 d'empreses de fabricació d'altres productes industrials, 18 d'empreses de construcció, 23 d'empreses de comerç i reparació d'automòbils, 4 d'empreses de transport, 3 d'empreses d'hostatgeria i restauració, 1 d'una empresa d'informació i comunicació, 4 d'empreses financeres, 1 d'una empresa immobiliària, 11 d'empreses de serveis, 1 d'una entitat de l'administració pública i 4 d'empreses classificades com a «altres activitats de serveis».
Dels 19 establiments de servei als particulars que hi havia el 2009, 2 eren tallers de reparació d'automòbils i de material agrícola, 1 paleta, 4 guixaires pintors, 4 fusteries, 1 lampisteria, 4 electricistes, 2 restaurants i 1 agència immobiliària.
Dels 3 establiments comercials que hi havia el 2009, 1 era un supermercat, 1 una gran superfície de material de bricolatge i 1 una sabateria.
L'any 2000 a Colombe hi havia 21 explotacions agrícoles que ocupaven un total de 737 hectàrees.

## Equipaments sanitaris i escolars
El 2009 hi havia una escola elemental.

## Poblacions més properes
El següent diagrama mostra les poblacions més properes.